# Liste der Pfarren im Dekanat Linz-Nord
Das Dekanat Linz-Nord war ein Dekanat der römisch-katholischen Diözese Linz, das zuletzt 7 Pfarren umfasste.

## Auflösung
Das Dekanat wurde zum 31. Dezember 2022 im Zuge der von Bischof Manfred Scheuer umgesetzten Strukturreform der Diözese Linz als kirchliche Verwaltungseinheit aufgelöst und durch die mit 1. Jänner 2023 neu gegründete Pfarre Urfahr ersetzt, dem die bis dahin eigenständigen Pfarren als "Pfarrteilgemeinden" angehören. Die Seelsorger in den Pfarrteilgemeinden wurden dem hauptverantwortlichen Pfarrer der Pfarre Urfahr als Kooperatoren zugeordnet.

## Pfarren mit Kirchengebäuden und Kapellen
| Pfarre                        | Pfarrverband | Ink. | Patrozinium             | Kirchengebäude und Kapellen                                                | Bild |
| ----------------------------- | ------------ | ---- | ----------------------- | -------------------------------------------------------------------------- | ---- |
| Linz-Christkönig              | Urfahr       |      | Christkönig             | Pfarrkirche Linz-Christkönig Bischöfliches Gymnasium Petrinum-Volkskapelle |      |
| Linz-Heiliger Geist           | Urfahr       |      | Hl. Geist               | Pfarrkirche Linz-Heiliger Geist Elmberg-Kirche der Barmherzigen Schwestern |      |
| Linz-Pöstlingberg-Lichtenberg | Urfahr       |      | Sieben Schmerzen Mariae | Basilika Pöstlingberg Seelsorgezentrum Lichtenberg                         |      |
| Linz-St. Leopold              | Urfahr       |      | Hl. Leopold             | Pfarrkirche Linz-St. Leopold Mayr’sche Kapelle                             |      |
| Linz-St. Magdalena            | Urfahr       |      | Hl. Maria Magdalena     | Pfarrkirche Linz-St. Magdalena                                             |      |
| Linz-St. Markus               | Urfahr       |      | Hl. Markus              | Pfarrkirche Linz-St. Markus                                                |      |
| Linz-Stadtpfarre Urfahr       | Urfahr       |      | Hl. Josef               | Stadtpfarrkirche Urfahr                                                    |      |

## Liste der Dechante
- ?–2022 Žarko Prskalo, Pfarrer von Linz-Christkönig